# Ephelcomenus
L'efelcomeno (Ephelcomenus filholi) è un mammifero artiodattilo estinto, appartenente agli anoploteriidi. Visse nell'Oligocene inferiore (circa 34 - 30 milioni di anni fa) e i suoi resti fossili sono stati ritrovati in Europa.

## Descrizione
Questo animale doveva essere assai simile al ben noto Anoplotherium, con una coda lunga, arti relativamente snelli e un cranio basso e piuttosto allungato, ma se ne differenziava principalmente per le dimensioni minori. Come negli altri anoploteriidi, i molari erano brachidonti (a corona bassa). I molari superiori, benché simili a quelli di Anoplotherium, erano più corti e di forma triangolare, come quelli dell'arcaico Robiacina, a causa della riduzione del metaconulo e della posizione del protocono. I premolari superiori erano corti e di struttura semplice. Gli incisivi superiori erano separati fra loro da piccoli diastemi. Il primo incisivo superiore era insolitamente robusto, e formava una sorta di zanna allungata e ricurva; il secondo incisivo sembrava una versione ridotta del primo. La mandibola era di altezza rapidamente crescente verso la parte posteriore, contrariamente  quanto avveniva in Anoplotherium e in Diplobune. 
Le zampe erano relativamente corte e snelle; l'omero aveva un'estremità distale gracile, al contrario di quella presente in Diplobune, e ricorda vagamente l'omero dei carnivori. Le prime falangi erano corte, e la forma di queste indica attitudini fossorie.

## Classificazione
Il genere Ephelcomenus venne istituito nel 1938 da Huerzeler, per accogliere una specie di artiodattilo fossile precedentemente descritta da Lydekker nel 1889 come Hyracodontherium filholi sulla base di resti fossili ritrovati in terreni dell'Oligocene inferiore della Francia. 
Ephelcomenus fa parte degli anoploteriidi, un gruppo di artiodattili arcaici diffusi in Europa nel corso dell'Eocene e dell'Oligocene; in particolare, Ephelcomenus sembrerebbe essere una forma piuttosto derivata del gruppo. 

## Paleobiologia
Sulla base della forma delle falangi, Ephelcomenus potrebbe essere stato un animale scavatore. La morfologia dell'arto anteriore indica che il gomito doveva aver avuto un'alta mobilità. Probabilmente Ephelcomenus abitava ambienti forestali dove si nutriva di materiale vegetale tenero.